# 復活

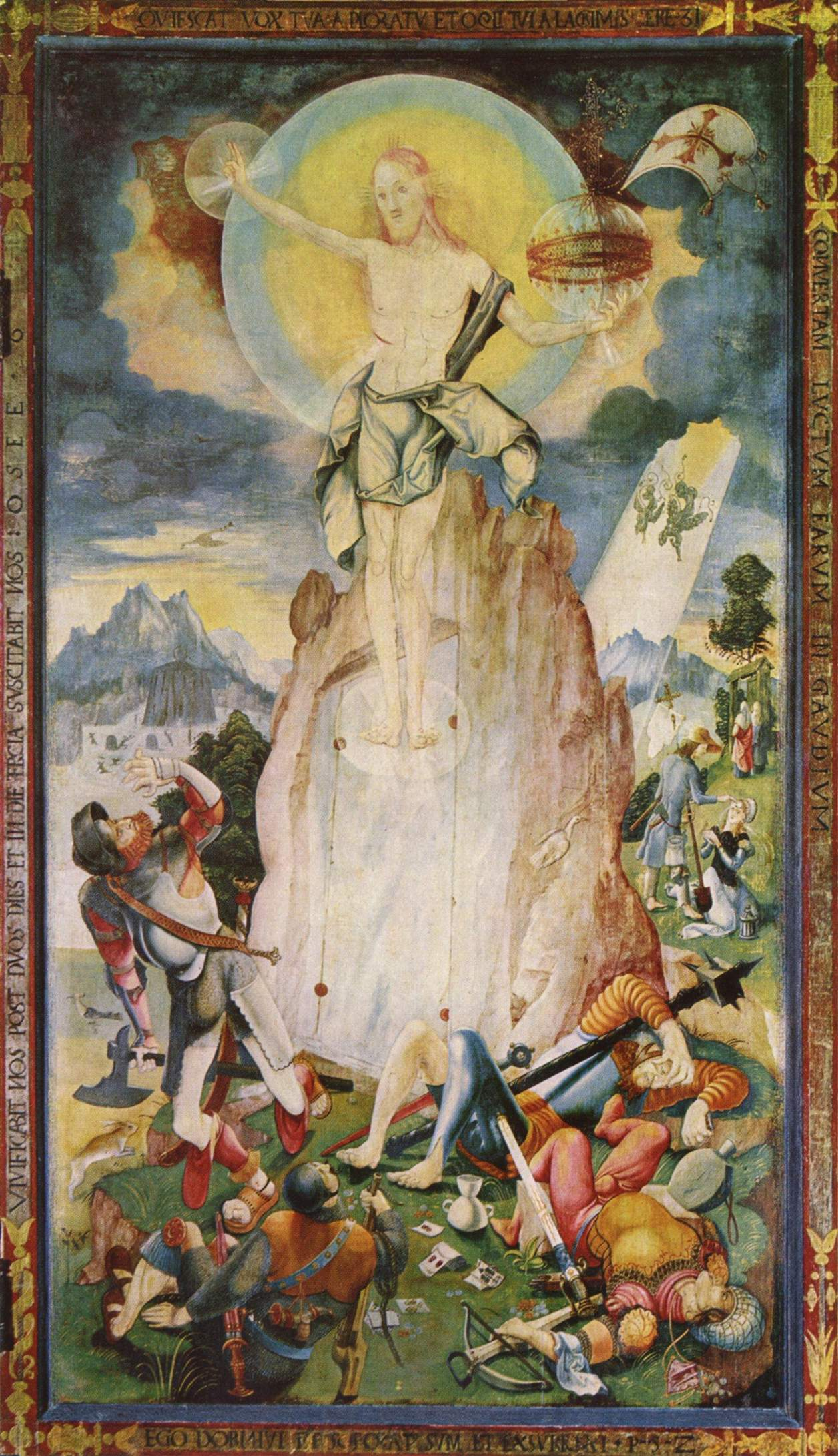
耶穌復活

復活（英語：Resurrection 或 anastasis）是死亡後生命回復的概念。在許多信仰中存在死而復生的神祇或神聖人物，如歐西里斯、阿多尼斯、耶穌、哪吒等。轉世是其他宗教假設的類似過程，它涉及同一個人或神靈回到不同的身體，而不是同一個身體。
死人的復活是亞伯拉罕宗教的標準末世論。作為一個宗教概念，它被用於兩個不同的方面：對當前和正在進行的個體靈魂復活的信仰（基督教理想主義、已實現終末論），或者對死者在末世的單一復活的信仰世界。有些人認為靈魂是人們復活的實際載體。
耶穌的死和復活是基督教的中心焦點。基督教神學爭論隨之而來的是關於什麼樣的復活是真實的—是靈體進入天堂的靈性復活，或是人體生命恢復的物質復活。 雖然大多數基督徒相信耶穌從死裡復活和升天是在一個物質身體裡，但有些人相信它是靈性上的。
該概念的闡釋不一定與不死靈魂的宗教信念相關。

## 宗教及哲學上的復活

### 古埃及人
復活的思想，存在於古今的宗教中。古代埃及人相信，人死後可以復活，但要保存屍體。因此不少古埃及人選擇將自己遺體製成木乃伊，有些還建造金字塔，以便保存遺體，等候復活或復活的可能。

### 基督宗教及猶太教
古代猶太教信仰，相信肉身復活。根據《新约聖經》記載，耶穌基督在被釘死後三天復活。相信耶穌死後復活乃基督教的重要教義信仰的根基：
假如死人復活是沒有的事，基督也就沒有復活，假如基督沒有復活，那麼，我們的宣講便是空的，你們的信仰也是空的。（哥林多前書：15，13-14）
現今天主教、東正教和新教相信，人死後靈魂和身體都會復活到天堂或地獄。基督教各教派對復活闡述的細節卻略有不同。在宗教史上，古希臘哲學曾對猶太教對基督宗教所信仰的復活產生影響。
在某些場合下復活和輪迴相似，即沒有涉及復活的對象是否保持同一個身體或靈魂的連續性，如啟示錄的未來世界。

## 疑似死後復活
現時有不少疑似死後復活的例子。一般是因為病者進入深度昏迷（俗稱假死）而被誤判為死亡，但在送葬時突然甦醒，像「死後復活」一樣。

在有些情况下，病人会感觉自己像是去了天堂或地狱一样，詳見瀕死經驗。
另外，也曾發生過因外表或其他原因相似，醫院、政府工作人員及家屬，誤以為其仍在生人士是另一位死者，後來找到了生還者，像是復活一樣。

## 科幻及未來學上復活的可能性
除了從宗教的角度以外，亦有人認為醫療及生物科技最終能使人類和其他生物復活。
有少數的現代人，選擇以人體冷凍技術或化學腦保存等遺體保存技術的形式來保存自己的遺體和大腦，幻想並等候未來可能出現的先進科技和醫學能使他們復活。 